# Кадраба, Йозеф
Йозеф Кадраба (чеш. Josef Kadraba; 29 сентября 1933, Řevničov — 5 августа 2019, Прага) — словацкий футболист, который играл на позиции нападающего.

## Клубная карьера
Воспитанник «Сокола» (Раковник), а на взрослом уровне начал играть в клубе «Слован» из Либереца, где играл в 1953 году, после чего проходил военную службу в столичном клубе «Танкиста».
С 1955 года играл в «Спарте» (Прага), который тогда носила название «Спартак Прага Соколово». Сыграл за пражскую команду следующие три сезона своей игровой карьеры.
С 1958 года играл в клубе второго дивизиона «СОНП Кладно», которому помог в 1960 выйти в высший дивизион. Всего провел за команду восемь лет своей карьеры.
С 1965 года два сезона защищал цвета команды клуба «Славия». За это время сыграл 114 матчей и забил в них 46 голов. В 1967 году, когда команда остановилась на обратной путешествии из Израиля в Вене, Кадраба остался в Австрии, где имел право на жительство на пять лет, но у него не было разрешения на игру в профессиональный футбол.
В результате Кадраба играл за клуб «Хинтереггер» в чемпионате Вены. В 1971 году команда вышла в Регионаллигу, а затем и в второй по уровню дивизиона Австрии. Когда срок прописки закончился в 1972 году, Кадраба остался в Австрии и был приговорен к двум годам заключения. Через некоторое время Кадраба стал гражданином Австрии. С 1973 по 1979 год Кадраба выступал за «Слован» (Вена), где завершил игровую карьеру лишь в возрасте 46 лет.

## Международная карьера
Дебют за национальную сборную Чехословакии состоялся 12 октября 1958 года в товарищеском матче против сборной Болгарии (0:1). Был включен в состав на чемпионат мира 1962 в Чили, где чехословаки взяли серебряные медали, проиграв в финале бразильцам (Йозеф сыграл во всех матчах плей-оффа). Всего Кадраба сыграл в 17 матчах и забил 9 голов.

### Статистика выступлений за сборную
| Матчи за сборную Чехословакии | Матчи за сборную Чехословакии | Матчи за сборную Чехословакии | Матчи за сборную Чехословакии | Матчи за сборную Чехословакии | Матчи за сборную Чехословакии | Матчи за сборную Чехословакии |
| ----------------------------- | ----------------------------- | ----------------------------- | ----------------------------- | ----------------------------- | ----------------------------- | ----------------------------- |
| №                             | Дата                          | Оппонент                      | Счёт                          | Голы                          | Соревнование                  |                               |
| 1                             | 12 октября 1958               | Болгария                      | 0:1                           | -                             | Товарищеский матч             |                               |
| 2                             | 30 октября 1960               | Нидерланды                    | 4:0                           | 1                             | Товарищеский матч             |                               |
| 3                             | 26 марта 1961                 | Швеция                        | 2:1                           | 1                             | Товарищеский матч             |                               |
| 4                             | 29 апреля 1961                | Мексика                       | 2:1                           | 1                             | Товарищеский матч             |                               |
| 5                             | 14 мая 1961                   | Шотландия                     | 4:0                           | 1                             | Квалификация на ЧМ 1962       |                               |
| 6                             | 19 июня 1961                  | Аргентина                     | 3:3                           | 1                             | Товарищеский матч             |                               |
| 7                             | 26 сентября 1961              | Шотландия                     | 2:3                           | -                             | Квалификация на ЧМ 1962       |                               |
| 8                             | 7 апреля 1962                 | Швеция                        | 1:3                           | -                             | Товарищеский матч             |                               |
| 9                             | 22 апреля 1962                | Уругвай                       | 1:3                           | 1                             | Товарищеский матч             |                               |
| 10                            | 10 июня 1962                  | Венгрия                       | 1:0                           | -                             | ЧМ 1962                       |                               |
| 11                            | 13 июня 1962                  | Югославия                     | 3:1                           | 1                             | ЧМ 1962                       |                               |
| 12                            | 17 июня 1962                  | Бразилия                      | 1:3                           | -                             | ЧМ 1962                       |                               |
| 13                            | 16 сентября 1962              | Австрия                       | 6:0                           | 1                             | Товарищеский матч             |                               |
| 14                            | 28 октября 1962               | Польша                        | 2:1                           | -                             | Товарищеский матч             |                               |
| 15                            | 21 ноября 1962                | ГДР                           | 1:2                           | -                             | Квалификация на ЧЕ 1964       |                               |
| 16                            | 29 мая 1963                   | Англия                        | 2:4                           | 1                             | Товарищеский матч             |                               |
| 17                            | 2 июня 1963                   | Венгрия                       | 2:2                           | -                             | Товарищеский матч             |                               |